# Droga krajowa nr 24 (Węgry)

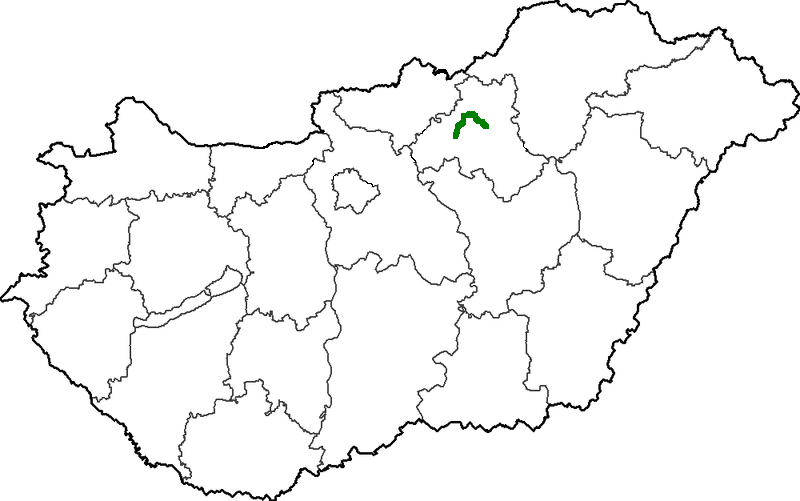

Droga krajowa nr 24 (węg. 24-es főút) – droga krajowa w północnych Węgrzech, w komitacie Heves. Długość - 43 km. Przebieg: 
- Gyöngyös – skrzyżowanie z 3
- Eger – skrzyżowanie z 25